# 含鉛油漆
含鉛油漆是指含有鉛的油漆。鉛被添加到油漆中後，可以讓油漆更快乾燥、增加油漆耐久性以及可以不讓濕氣腐蝕油漆。不過鉛漆會危害健康和環境。由於鉛的有毒性，含鉛油漆已經逐步停止使用。
在一些國家，鉛仍然被添加到用於家居用途的油漆中，而美國和英國等國家則有相關法規禁止使用含鉛油漆。然而，在引入這些法規之前塗刷的舊建築物中，仍可能發現含鉛油漆。雖然美國自1978年以來已經禁止在家庭油漆中使用鉛，但道路標線油漆中仍有可能含鉛。

## 歷史
鉛塗料的歷史可以追溯到公元前4世紀，當時藝術家和工匠已經開始使用鉛白作為顏料。
傳統的顏料製作方法稱為堆疊法（stack process）。这种方法將數百或數千個裝有醋和鉛的陶罐被封入單寧樹皮或牛糞中，這些罐子裡醋和鉛分別放在不同的隔間中，但鉛與醋的蒸氣接觸。鉛通常呈螺旋形狀放置在罐內的邊緣上，並用鉛網鬆鬆蓋住，以便由單寧樹皮或糞便發酵產生的二氧化碳可以在罐內循環。每層罐子上面再覆蓋一層新的單寧樹皮，然後再放一層罐子。發酵產生的熱量、醋酸蒸氣和二氧化碳在堆疊內發揮作用，約一個月後，鉛螺圈上會形成一層白色鉛的外殼。這層外殼從鉛上分離出來，然後清洗和磨碎，製成顏料。這對工人來說是一個極其危險的過程。中世紀的文獻警告說，使用白鉛會有“中風、癲癇和麻痺”的危險。
鉛塗料因其密度和不透明性而受到藝術家的喜愛，逐漸普及使用於藝術和建築領域。1786年，班傑明·富蘭克林曾寫信警告朋友鉛和鉛塗料的危險，當時多人仍未意識到鉛塗料存在潛在的健康危害。
含鉛油漆的具有防潮性，不容易受到雨水和濕氣的損害，直至20世紀初許多公共和私人建築，包括學校和政府提供的住房以及日常用品，包括玩具、嬰兒床和家居裝飾品均使用了鉛油漆作為塗料。
然而隨著對鉛毒性認識的提高，許多國家開始限制和禁止鉛油漆的使用。1921年，國際聯盟開始努力推動禁止鉛漆，這一運動促進了更安全替代品如鋅白和鈦白的發展。
2009年，在聯合國環境署和世界衛生組織共同領導下，消除鉛漆全球聯盟成立，其主要目標是通過在每個國家建立法律制度，促進全球逐步淘汰鉛漆，限制油漆、清漆和塗料中的鉛含量。

## 毒性
含鉛油漆具有危害性。它可能導致神經系統損傷、生長遲緩、發育遲緩和腎臟損害。對兒童來說尤其危險，因為含鉛油漆顏色鮮艷，容易讓兒童將含有鉛塵的碎片和玩具放入口中。含鉛油漆還可能引起生殖問題，包括男性精子濃度下降。鉛被國際癌症研究機構歸類为2B类致癌物。高濃度的暴露可能是致命的。

## 相關規範
為維護消費者健康及權益，台灣經濟部標準檢驗局自2018年7月1日起針對日常生活常接觸之高含鉛量塗料商品，將「鉛含量」等有害重金屬納入應施檢驗塗料商品之強制性檢驗項目。「調合漆（合成樹脂型）」、「瓷漆」、「水性水泥漆」、「溶劑型水泥漆」及「建築用防火塗料」已列為應施檢驗塗料商品，並增列「鉛含量」為強制檢驗項目，規定室內用之可溶性鉛含量為90 ppm以下，室外用之總鉛含量為600 ppm以下，另室外用之總鉛含量若大於600 ppm時，應加註警語（“警告：高含鉛量，禁止使用於建築物室內及兒童易碰觸之表面”），以提供產業界遵循及消費大眾辨識選用且管制其檢驗符合規定之商品方能於國內市場銷售，且商品於進口或內銷時皆須檢驗並標示「揮發性有機化合物含量」。

## 使用於藝術中的鉛顏料

### 油畫顏料
在藝術作品中，白鉛顏料被稱為「雪花白」（flake white）或「克雷姆尼茨白」（Cremnitz white）。由於鉛賦予油畫顏料易於操作和具有韌性的特質，因此它備受推崇。白鉛顏料乾燥速度相對較快，能形成強韌且具彈性的顏料薄膜。鉛基白色是最古老的製造顏料之一。在20世紀鋅白和鈦白問世之前，它是唯一可以大量供應給藝術家的白色顏料。 直至19世紀至鉛白禁用前，工業化生產的鉛白是代表性的色料，但被認為不如傳統工藝所製造出來的水準，後者具有較大的「片狀」顆粒，使其更易操作。
鈦白和鋅白的毒性遠低於鉛白，並在大多數美術應用中取代了鉛白。安全法規也使得鉛白在某些地區（如歐盟）變得更昂貴且難以取得。然而，鉛白油畫顏料仍然有在生產，且被一些藝術家使用，這些藝術家喜愛其獨特的操作性、混合效果以及結構特性。相較於鋅白和鈦白，鉛白也表現出較長的耐久性，因為鋅白和鈦白會更早產生裂紋。
然而，雪花白也有一些缺點，例如隨著時間推移會變得透明。它還會在某些大氣污染物的影響下變黑，但這種情況是可逆的。

### 水性顏料
鉛不是傳統的水性媒材色料，因為鋅在紙上作品中表現得更為優異，而對濕壁畫來說，氫氧化鈣（熟石灰）也更為理想。當鉛基顏料用於紙上時，隨著時間的推移往往會導致作品脫色；這是因為顏料中的碳酸鉛會與空氣中的硫化氫以及酸性物質（通常來自指紋）發生反應。

## 替代品

### 鈦
油漆製造商已用較低毒性的替代品——二氧化鈦代替白鉛，這種材料最早在19世紀被用於油漆中。二氧化鈦被認為足夠安全，可以用作食品著色劑和牙膏中的成分，並且是防曬霜中的常見成分。鈦白的遮蓋力和著色強度遠超白鉛，如果不小心混合，鈦白會輕易壓過其他顏料。但鈦白也被批評會導致混合物變“粉化”。

### 鋅
鋅白的遮蓋力和著色強度都比鈦白或白鉛差。它通常用於在保持透明度的同時輕微增亮混合物。雖然鋅白是水彩畫中的標準白，但它在油畫中的結構穩定性一直存在爭議。鋅白乾燥緩慢，形成的油漆膜相對不靈活。該顏料的批評者認為，即使少量使用，鋅白也會導致過度開裂和脫層。